# Hasan Matuk
Hasan Matuk (ar. حسن معتوق, ur. 10 sierpnia 1987 w Bejrucie) – libański piłkarz grający na pozycji napastnika. Od 2017 roku jest piłkarzem klubu Nejmeh SC.

## Kariera klubowa
Swoją karierę piłkarską Matuk rozpoczął w klubie Al-Ahed Bejrut. W 2005 roku awansował do pierwszego zespołu Al-Ahed. W sezonie 2005/2006 zadebiutował w jego barwach w pierwszej lidze libańskiej. W sezonie 2007/2008 wywalczył z nim swoje pierwsze w karierze mistrzostwo Libanu. W sezonie 2008/2009 został wicemistrzem Libanu oraz zdobył Puchar Libanu. W sezonie 2009/2010 ponownie został mistrzem kraju. W sezonie 2010/2011 sięgnął z Al-Ahed po dublet – mistrzostwo oraz krajowy puchar. Z 15 golami został królem strzelców ligi. Wraz z Al-Ahed zdobył też trzy Superpuchary Libanu w latach 2008, 2010 i 2011.
Latem 2011 roku Matuk został wypożyczony do klubu Ajman Club ze Zjednoczonych Emiratów Arabskich. W UAE League zadebiutował 16 października 2011 w zremisowanym 1:1 domowym meczu z Banyias SC. 3 grudnia 2011 strzelił w niej pierwszego gola w wygranym 3:1 wyjazdowym meczu z Dubai CSC. W Ajman Club grał do końca sezonu 2011/2012.
18 czerwca 2012 roku podpisał kontrakt z Emirates Club. Ponieważ jednak jego nowy klub nie zdołał awansować do najwyższej ligi zmuszony był go sprzedać. W związku z czym 11 września 2012 roku Matuk został zawodnikiem klubu Al-Sha’ab. Swój debiut w nim zaliczył 28 września 2012 w przegranym 2:3 domowym meczu z CSC Dubai. Po sezonie 2012/2013 odszedł z Al-Sha’ab do drugoligowego Al-Fujairah SC. W sezonie 2013/2014 awansował z nim do pierwszej ligi. W tym klubie występował przez 4 lata zdobywając łącznie 46 bramek w 91 meczach ligowych. W roku 2017 wrócił do Libanu związując się z klubem Nejmeh SC.
| Sezon   | Klub           | Kraj                         | Rozgrywki      | Mecze | Bramki |
| ------- | -------------- | ---------------------------- | -------------- | ----- | ------ |
| 2005/06 | Al-Ahed Bejrut | Liban                        | I liga         | ?     | ?      |
| 2006/07 | Al-Ahed Bejrut | Liban                        | I liga         | ?     | ?      |
| 2007/08 | Al-Ahed Bejrut | Liban                        | I liga         | ?     | ?      |
| 2008/09 | Al-Ahed Bejrut | Liban                        | I liga         | ?     | ?      |
| 2009/10 | Al-Ahed Bejrut | Liban                        | I liga         | ?     | ?      |
| 2010/11 | Al-Ahed Bejrut | Liban                        | I liga         | ?     | ?      |
| 2011/12 | Ajman Club     | Zjednoczone Emiraty Arabskie | UAE League     | 21    | 6      |
| 2012/13 | Al-Sha’ab      | Zjednoczone Emiraty Arabskie | UAE League     | 25    | 4      |
| 2013/14 | Al-Fujairah SC | Zjednoczone Emiraty Arabskie | UAE Division 1 | 23    | 20     |
| 2014/15 | Al-Fujairah SC | Zjednoczone Emiraty Arabskie | UAE League     | 26    | 5      |
| 2015/16 | Al-Fujairah SC | Zjednoczone Emiraty Arabskie | UAE League     | 26    | 9      |
| 2016/17 | Al-Fujairah SC | Zjednoczone Emiraty Arabskie | UAE Division 1 | 16    | 12     |
| 2017/18 | Nejmeh SC      | Liban                        | I liga         | 21    | 13     |

## Kariera reprezentacyjna
W reprezentacji Libanu Matuk zadebiutował w 2006 roku. 23 lipca 2011 w wygranym 4:0 meczu eliminacjach do MŚ 2014 z Bangladeszem strzelił swojego pierwszego gola w kadrze narodowej. W całych eliminacjach do MŚ 2014 strzelił 5 goli. W 2018 roku wraz z kadrą wywalczył awans do Pucharu Azji 2019. Znalazł się w kadrze na ten turniej i strzelił bramkę w ostatnim meczu grupowym wygranym 4:1 z Koreą Północną.